# Aliança das Terras Altas e Ilhas
A Aliança das Terras Altas e Ilhas (em inglês:  Highlands and Islands Alliance; em gaélico escocês:  Càirdeas, significando "amizade", "boa vontade" ou "aliança") foi um partido político criado para concorrer às primeiras eleições para o Parlamento Escocês. Concorreram apenas ao círculo eleitoral Highlands and Islands, mas não tiveram sucesso, tendo tido apenas 1,29% dos votos nesse círculo (0,1% no total do eleitorado escocês).

## História

Highlands and Islands, o único círculo eleitoral onde a Aliança das Terras Altas e Ilhas concorreu

A Aliança foi fundada em 1998 e apresentou-se às eleições de 1999 como pretendendo assegurar que o que eles descreviam como a voz distintiva da experiência das Terras Altas e Ilhas fosse ouvida, e que fossem eleitos deputados com espírito independente e com um historial de resolverem problemas prático. Também declararam que pretendiam garantir que a relação entre as comunidades e os seus deputados fosse "dinâmica e empoderadora", e propondo um sistema de "democracia comunitária", em que os deputados da Aliança consultariam diretamente os votantes via internet e votassem de acordo com as opiniões destes. Embora afirmassem representar as Terras Altas, alguns rapidamente apontaram que a Aliança tinha poucas ou nenhumas políticas para a língua gaélica escocesa, além de algum reconhecimento simbólico.
Alguns dos candidatos tinham um passado de envolvimento em movimentos de protesto, como a cabeça-de-lista Lorraine Mann, ativista anti-resíduos nucleares, enquanto outros se envolveram na política na sequência do movimento contra as portagens na ponte da Ilha de Skye. Em 1999 a Aliança teria cerca de 280 membros.
A Aliança concorreu apenas ao círculo das Highlands and Islands para as eleições regionais de 1999, obtendo apenas 2.607 (1.29% do total dos votos nesse círculo).
A Aliança apresentou uma lista com paridade de sexos, e com a intenção que os deputados que fossem eleitos praticassem a partilha de tarefas, de forma que duas pessoas assumissem e partilhassem igualmente as responsabilidades de um representante. Tal não foi inicialmente autorizado pelas autoridades eleitorais, mas após a Aliança levar a questão a um Tribunal Europeu (via advogados trabalhando pro bono) a lei foi alterada e todos os candidatos da HIA apresentaram-se com a intenção expressa de dividirem as tarefas.
A Aliança não concorreu às eleições gerais de 2001 nem às eleições escocesas de 2003, tendo sido "desregistada voluntariamente" em 2004.

## Programa
Entre as propostas apresentas pela Aliança em 1999, contavam-se;
- os serviços básicos de saúde serem geridos de forma a que não fossem mais caros para os utentes que vivessem nas zonas mais remotas da Escócia[5]
- diversificação dos investimento nas indústrias e criação de empregos sustentáveis[5]
- criação de uma Política Agrícola Escocesa[5]
- fim das portagens na Ponte de Skye, melhorias nos serviços de ferry e redução dos preços dos transportes públicos, considerando que os impostos sobre os combustíveis prejudicavam os habitantes das Terras Altas e Ilhas[5]
- redistribuição das terras, criticando "o sistema feudal de propriedade do solo"[5]
- mesmo acesso ao ensino pré-escolar nas zonas rurais que nas urbanas, limitar o fecho de escolas em zonas rurais e estudar a reabertura de algumas anteriormente fechadas[5]
- defesa que o investimento dos fundos europeus fosse canalizado sobretudo para as comunidades mais esquecidas[5]
- um banco para as Terras Altas[6]
- uma companhia aérea propriedade da comunidade[6]
- uma assembleia reunindo todos os deputados das Terras Altas (fossem representantes ao Parlamento Europeu, ao Parlamento britânico ou ao Parlamento da Escócia) para contactar diretamente com o público[6]
- encorajar os supermercados a vender produtos locais[6]
- gestão dos recursos piscatórios pelas comunidades costeiras[8]